# Provincia de Pasco
La provincia de Pasco es una de las tres que conforman el departamento homónimo en la sierra central del Perú. Limita por el norte con la provincia de Ambo (Huánuco); por el este con la provincia de Oxapampa; por el sur con las provincias de Junín y Yauli (Junín); por el oeste con las provincias de Oyón, Huaura y Huaral (Lima), y por el noroeste con la provincia de Daniel Alcides Carrión.

## Historia
Fue creada mediante Ley 10030 el 27 de noviembre de 1944, con su capital, Cerro de Pasco, en el gobierno del presidente del Perú Manuel Prado y Ugarteche.
Según las crónicas coloniales, un pueblo llamado Pumpus migró de la selva hacia el departamento de Pasco, quien enfrentó a los incas, y acabaron por integrarlos al Tahuantinsuyo.
Cerro de Pasco fue la atracción de los españoles debido a que en este sitio se encontraba el yacimiento minero.

## Geografía
La provincia tiene una extensión de 4 758,57 km².
Está situada a poco más de 4 380 m s. n. m.
Cerro de Pasco es considerada una de las ciudades más altas del mundo.

## División administrativa
Se divide en trece distritos:
1. Chaupimarca
2. Huachón
3. Huariaca
4. Huayllay
5. Ninacaca
6. Pallanchacra
7. Paucartambo
8. San Francisco de Asís de Yarusyacán
9. Simón Bolívar
10. Ticlacayán
11. Tinyahuarco
12. Vicco
13. Yanacancha

## Capital
La capital de esta provincia es la ciudad de Cerro de Pasco, formada por los distritos de Chaupimarca, Yanacancha y Simón Bolívar.

## Población
La provincia tiene una población aproximada de 65 677 habitantes.

## Autoridades

### Regionales
- Consejeros regionales
  - 2019-2022[2]

  1. Jacinto Chamorro Cabello (Alianza para el Progreso)
  2. Marco Antonio Martínez Hurtado (Pasco Verde)
  3. Roberto Chale Suárez Chuquimantari (Partido Democrático Somos Perú)
  4. Ronald Rivera Meza (Podemos por el Progreso del Perú)

### Municipales
- 2019-2022[2]
  - Alcalde: Marco Antonio de la Cruz Bustillos, de Pasco Dignidad.
  - Regidores:

  1. Roy Huber Zárate López (Pasco Dignidad)
  2. Josías Cerrón Achahuanco (Pasco Dignidad)
  3. Daniel Mequías Estrella Huallpa (Pasco Dignidad)
  4. César Saúl Vivas Rímac (Pasco Dignidad)
  5. Jhoel Daniel Claro Sánchez (Pasco Dignidad)
  6. Antonia Zárate Rodríguez (Pasco Dignidad)
  7. Diana Yanina Ramos Huaranga (Pasco Dignidad)
  8. Helder Edwin Andrade Uscuchagua (Alianza para el Progreso)
  9. Hilda Victoria Blas Flores (Alianza para el Progreso)
  10. Daniel Víctor Torres Medrano (Podemos por el Progreso del Perú)
  11. Walter Antonio Salazar García (Pasco Verde)

Comisarias
- Comisaría de Yanacancha
- Comisaría la Esperanza
- Comisaría PNP Chaupimarca
- Comisaría 28 de Julio
- Comisaría la Divincri

### Policiales
- Comisario: Mayor PNP.